# Landkreis München
Landkreis München är ett distrikt i Oberbayern, Bayern, Tyskland. Distriktet ligger utanför den tyska storstaden München vilken också är centralort. 